# Bonaventura Lamacchia
Bonaventura Lamacchia (Cosenza, 19 febbraio 1953) è un politico italiano.

## Biografia
Presidente del Cosenza Calcio dal 1993 al 1995, nel 1994 inizia l'attività politica all'interno del Patto Segni.
In occasione delle elezioni politiche del 1994, si candida al Senato nel collegio di Cosenza: Lamacchia ottiene il 23,5% dei voti, ma non risulta eletto. Nel 1996 riesce invece ad ottenere il seggio alla Camera dei deputati all'interno di Rinnovamento Italiano.
Dal 17 novembre 1998 è stato Componente della Commissione Parlamentare Antimafia.
Successivamente, nel novembre 1999, aderisce all'Unione per la Repubblica; infine, nel dicembre 1999, passa all'Udeur.
In occasione delle elezioni europee del 2004 si candida per l'Udeur nella circoscrizione meridionale: Lamacchia ottiene circa ottomila preferenze e non risulta eletto.
Nel dicembre 2010 è stato arrestato dalla squadra mobile di Cosenza per presunta violenza privata: secondo l'inchiesta, Lamacchia sarebbe affiliato alla cosca di Michele Bruni, ma l'ex parlamentare è stato poi prosciolto.
L'ex parlamentare era già stato tratto in arresto in passato perché accusato di attività illecite: in seguito al patteggiamento della pena, era stato condannato a due anni e mezzo di carcere per bancarotta fraudolenta e tentata truffa.